# Suzuki Kiitsu
Suzuki Kiitsu (鈴木其?) (1796-1858) fue un pintor japonés de la escuela Rinpa. Alumno del famoso artista Sakai Hōitsu (1761-1828), fue considerado durante mucho tiempo un miembro menor de la escuela de pintura japonesa Rinpa. En los últimos años, su trabajo ha sido revaluado y ha ganado reconocimiento, lo que desembocó en una serie de importantes exposiciones de su arte en 2016-2017 en Tokio, Hyogo y Kioto.
Kiitsu es conocido por sus biombos plegables, a menudo una reinterpretación de biombos de otros artistas Rinpa, como su enorme Dios del viento y el Dios del trueno siguiendo a Tawaraya Sōtatsu (1570-1640), Ogata Kōrin (1658-1716) y Hoitsu. Pero ha sido más aclamado por sus obras originales, incluidas sus famosas Gloria de la mañana y Arroyo montañoso en verano y otoño.
También fue un maestro notable con muchos alumnos. Aunque no fue el sucesor oficial de la escuela de Hoitsu, él mismo tuteló a muchos de los artistas de Edo Rinpa. Esto a veces ha sido etiquetado como la escuela Kiitsu de Edo Rinpa.

## Obras notables

### Arroyo montañoso en verano y otoño
Arroyo montañoso en verano y otoño es un par de biombos plegables de seis paneles hechos por Kiitsu usando tinta y color sobre papel dorado. Representa "una escena de arroyos de montaña que fluyen a través de cipreses resaltados por lirios y un cerezo con algunas hojas rojas de otoño", pero el efecto de la obra se ha descrito como "de alguna manera extrañamente irreal" y "con una sensación de casi hiperrealismo ".
Otras características observadas en relación con el biombo de los lirios de Kōrin incluyen "la sensación rítmica de los motivos y el brillo de los azules y verdes contra el fondo dorado". La obra muestra la influencia de Tawaraya Sōtatsu, Ogata Kōrin y Sakai Hōitsu, y ha sido descrita como "una de las grandes obras maestras de la pintura Rinpa".

Arroyo montañoso en verano y otoño
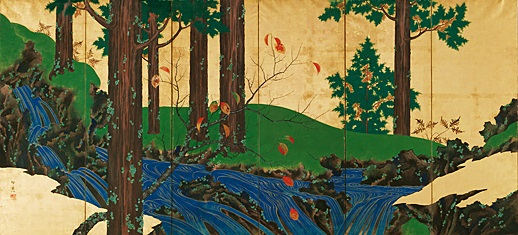
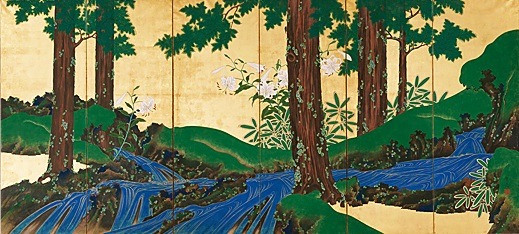

Cada pantalla mide 165,8 por 363,2 centímetros. Pertenecen al Museo Nezu de Tokio, donde se exhiben ocasionalmente (fueron mostradas del 12 de abril al 14 de mayo de 2017).

### Dios del viento y Dios del trueno
Dios del Viento y el Dios del Trueno son un par de cuatro puertas corredizas (fusuma) hechas con color sobre seda. Representa a Raijin, el dios del rayo, el trueno y las tormentas en la religión sintoísta y en la mitología japonesa, y Fūjin, el dios del viento. El trabajo sigue la tradición Rinpa de copiar y reelaborar la pantalla original Dios del viento y Dios del trueno de Sōtatsu. Además de Kiitsu, tanto Kōrin como Hōitsu hicieron versiones notables del trabajo (véase la versión de Kōrin). Todas las interpretaciones anteriores de la obra utilizan el formato de dos biombos plegados, destacando el uso de Kiitsu de ocho puertas correderas.

Dios del viento y Dios del trueno
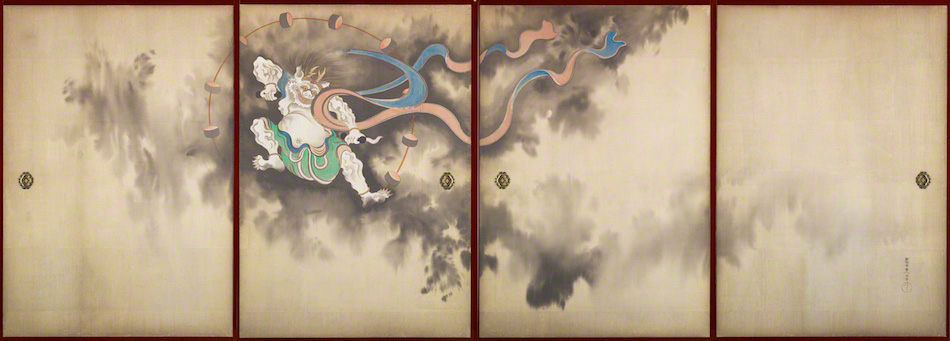
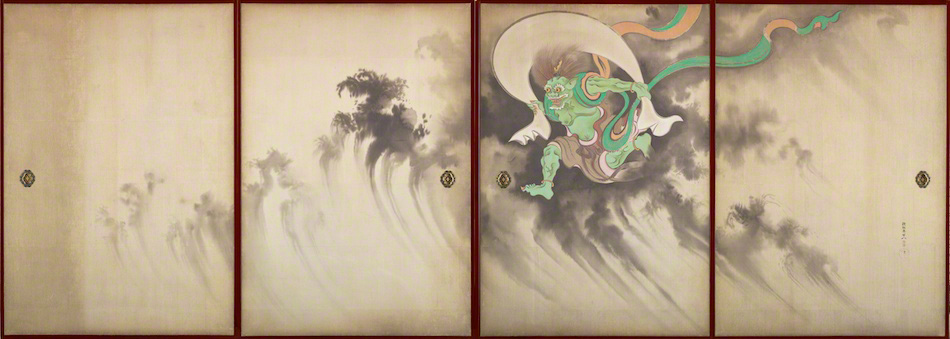

Las puertas miden 168,0 por 115,5 centímetros cada una y pertenecen al Museo de Arte Fuji de Tokio. Se exhibió el 3 de enero al 19 de febrero de 2017 en el Museo Hosomi en Kioto.

### Luna con tréboles

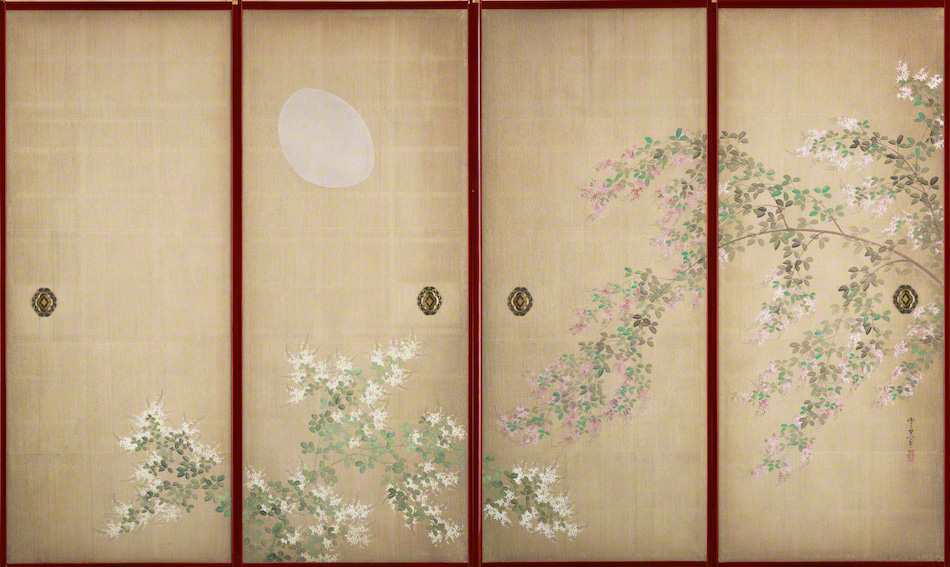
Luna con tréboles

Luna con tréboles (萩月図襖) es un par de dos puertas corredizas hechas con color sobre seda. La obra representa una escena de la naturaleza con arbustos, tréboles y una luna abstraída. Similar en estilo y color a las puertas del Dios del viento y del Dios del trueno, también pertenece a la tradición Rinpa de biombos con imágenes de la naturaleza. En particular, se parece a las pantallas Flores otoñales y luna de Hōitsu.
Las puertas miden 168,8 por 68,5 centímetros cada una y pertenecen al Museo de Arte Fuji de Tokio. Se exhibieron del 28 de julio al 26 de agosto de 2017 en el Museo de Arte Contemporáneo del Siglo XXI en Kanazawa.